# Caralluma congestiflora
Caralluma congestiflora là một loài thực vật có hoa trong họ La bố ma. Loài này được Bally mô tả khoa học đầu tiên năm 1965.